# DC Focus
DC Focus é uma extinta linha editorial da editora norte-americana DC Comics. Lançada em fevereiro de 2004, o "selo" DC Focus era composto de quatro séries mensais de revistas de histórias em quadrinhos que retratavam personagens dotados de super-poderes em em cenários mais realistas, distantes dos elementos fantásticos típicos do gênero: Hard Time, Kinetic, Fraction e Touch. Nenhuma das quatro séries conseguiu vendas expressivas, e apenas Hard Times continuaria a ser publicado no ano seguinte sob o escopo do selo, graças às críticas favoravéis que havia recebido. Em 2005, após o cancelamento da linha, foi anunciado que a série ganharia uma "segunda temporada" com sete edições adicionais lançadas como parte da linha regular de história da DC Comics que publicadas entre fevereiro e agosto de 2006.

## Séries
| “ | O conceito é poderes reais com pessoas reais | ” |

Quatro histórias em quadrinhos foram lançadas em 2004 como parte do selo:
- Hard Time: Com apenas 15 anos Ethan Harrow é condenado a uma pena de 50 anos e, dentro da penitenciária descobre possuir poderes psíquicos.[1][4] Escrita por Steve Gerber, e desenhada por Brian Hurtt, teve 12 edições como parte da linha[5] e 7 como série regular da DC Comics.[2]

- Kinetic: Tom Morell é "um pobre estudante perdedor cujo sonho de se tornar herói pode se realizar". Escrita por Kelley Puckett e desenhada por Warren Pleece,[1] Kinetic foi cancelada após sua oitava edição.[2]

- Fraction: Uma gangue descobre, durante um assalto, um exoesqueleto desenvolvido pelo Governo dos Estados Unidos e passam a disputar sobre como utilizá-lo.[1] Escrita por David Tischman e desenhada por Timothy Green II, Fraction foi cancelada após seis edições.

- Touch: Rory Goodman, um jovem superpoderoso, está no meio de um conflito envolvendo dois organizadores de eventos que buscam manipular a mídia.[1] Escrita por John Francis Moore e desenhada por Wesley Craig, Touch foi cancelada após seis edições.